# Lisowscy

Lisowscy herbu Jeż – polski ród magnacki, osiadły w Wielkim Księstwie Litewskim.

## Historia
Rodzina Lisowskich jeszcze w XVI wieku należała do średniej szlachty i zamieszkiwała rodzinne Lisewo w województwie chełmińskim. Po unii lubelskiej Lisowscy przenieśli się na Litwę. Związali się tam z potężnym domem Kiszków.
Z rodu Lisowskich szczególnie wyróżniał się Józef Lisowski który towarzyszył w "podróży po świecie" Janowi Kiszce, wojewodzie witebskiemu oraz jego syn Aleksander Józef Lisowski. A. J. Lisowski zdobył wielką sławę w czasie wojen o Inflanty toczących się na początku XVII wieku. W roku 1611 zebrał wielką partię zbrojnej szlachty, z którą nękał oponentów Dymitra Samozwańca. Pochód A. J. Lisowskiego nad Morze Białe okrył wielkim splendorem cały ród Lisowskich. Ku jego pamięci lekką nieregularną jazdę składającą się z bitnej szlachty zwano od tej pory Lisowczykami.

## XX wieczne linie rodu Lisowskich w Polsce
- Warecka (od Józefa Lisowskiego)
- Kozieńska (od Józefa Lisowskiego, I małżeństwo)
- Radziszowska (z Radziszowa)
- Piekutowska (z Piekuta)
- Kucembowska (od Jana Lisowskiego)

## Inni znani członkowie rodu
- W. Lisowski (posiadacz ziemski, Radziszów)
- Józef Lisowski (posiadacz ziemski, Kozienki, Warka, dobrodziej Kościoła Matki Boskiej Szkaplerznej w Warce)
- Franciszek Lisowski (biskup tarnowski)
- Władysław Lisowski (malarz, ziemia sanocka)
- Sebastian Lisowski (posiadacz ziemski, Wrocław)